# Cocalo
Nella mitologia greca, Cocalo (Κώκαλος in greco antico) era il nome di un re sicano la cui roccaforte si trovava a Camico, località variamente identificata con alcuni siti archeologici della Sicania.

## Mito
Cocalo è ricordato per aver dato rifugio a Dedalo quando fuggì insieme al suo figlio Icaro dal labirinto di Minosse. Il re di Creta allora andò alla sua ricerca infuriato della fuga. Sapendo della sua abilità inventoria Minosse andava in giro chiedendo di risolvergli un enigma, dove si chiedeva di passare un filo in una spirale di una conchiglia. Nessuno vi era riuscito e solo Cocalo chiedendo aiuto al suo amico aveva la soluzione: grazie all'aiuto di una formica il filo era riuscito a passare tranquillamente. Minosse intuì immediatamente che vi era lo zampino di Dedalo. Allora Cocalo, disperato, decise di uccidere lo stesso re per salvare l'ospite, tramite le figlie che, con la scusa di un bagno che sarebbe servito ad avere l'eterna giovinezza, gli tolsero la vita.
La morte di Minosse viene raccontata in diversi modi, durante il bagno o con l'acqua calda o con la pece bollente.
Sofocle scrisse una tragedia, i Καμίκιοι ("Gli abitanti di Camico"), che raccontava della vicenda.